# Oh My Baby
Oh My Baby (오 마이 베이비?, O Mai BeibiLR) è una serie televisiva sudcoreana trasmessa su tvN dal 13 maggio al 2 luglio 2020.

## Trama
Jang Ha-ri è una donna single di 39 anni e maniaca del lavoro che non ha una relazione da oltre 10 anni, ma vuole avere un bambino tutto suo. Proprio quando ha rinunciato all'amore e al matrimonio, tre uomini le appaiono davanti.